# Constance de Nerée tot Babberich

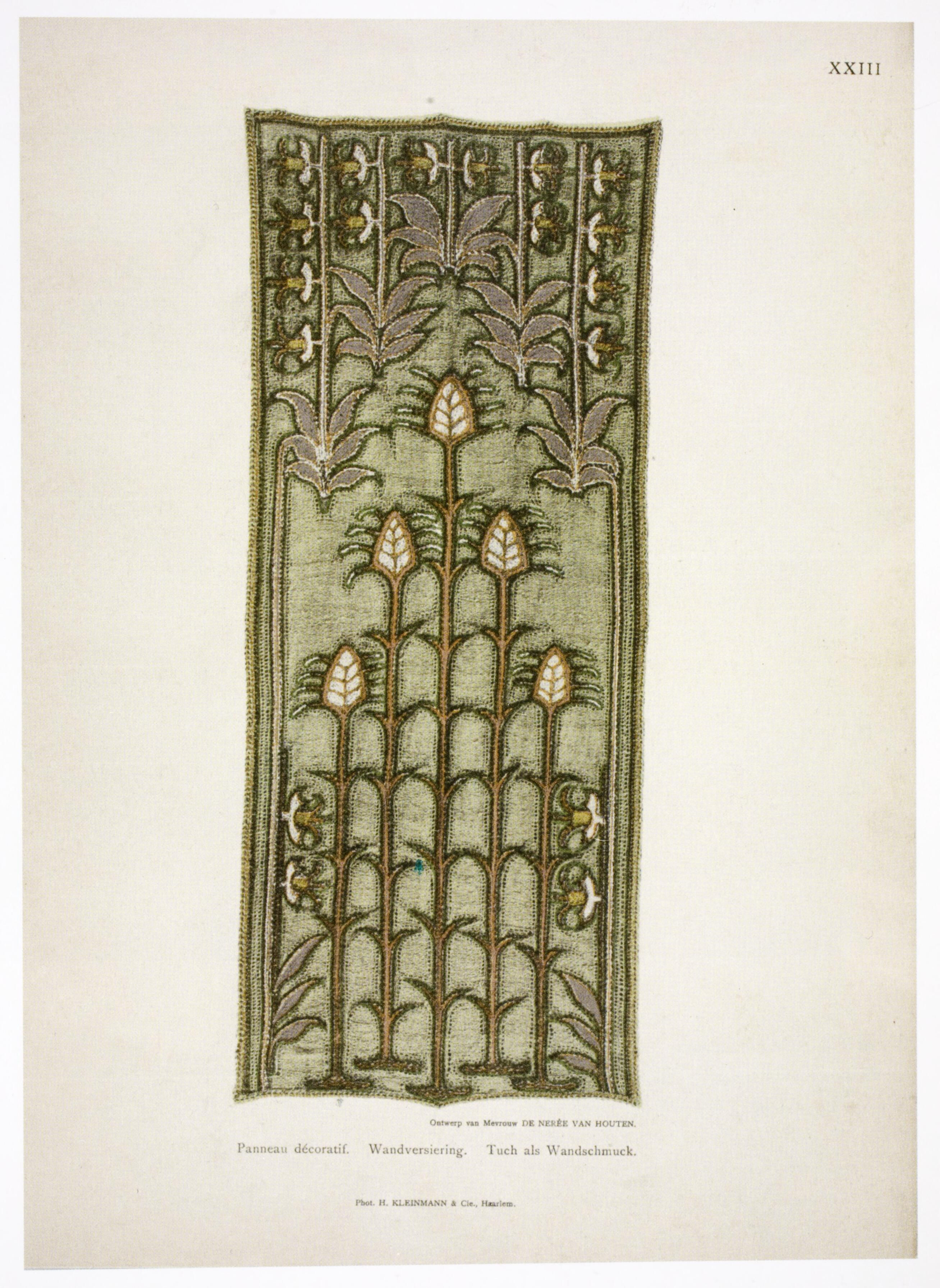
Plaat XXIII uit Moderne Kunstnädelarbeiten (1906) met een wandversiering van Constance de Nerée tot Babberich

Constance Petronella de Nerée tot Babberich-van Houten (Willemstad, 4 mei 1858 – Den Haag, 25 mei 1930) was een Nederlands schilder, tekenaar, naaldkunstenaar en beeldhouwer.

## Leven en werk
Constance de Nerée tot Babberich werd geboren op Curaçao als dochter van koopman Willem van Houten en Carolina Elizabeth Romer. Ze trouwde in 1877 met Frederik de Nerée tot Babberich (1851-1882), luitenant-ter-zee en telg van de familie De Nerée. Het paar vestigde zich in 1879 op Huize Babberich in Zevenaar. Uit het huwelijk werd een drietal zoons geboren, van wie Carel (1880-1909) en Frans (1882-1929) als beeldend kunstenaars in hun moeders voetspoor traden.
Na het overlijden van haar man vestigde Constance de Nerée tot Babberich zich met haar kinderen in Den Haag. Ze volgde de boetseerklas van de Haagse Academie van Beeldende Kunsten (ca. 1893-1895). Ze ontving in 1894 de kleine zilveren academiemedaille en in 1895 de kleine zilveren Rijksmedaille. In Leuven kreeg ze vervolgens beeldhouwlessen van Constantin Meunier (1895). Ze schilderde en tekende onder andere figuren, landschappen en stillevens. Ze was lid van de commissie West-Indië voor de Nationale Tentoonstelling van Vrouwenarbeid (1898) en een jaar later een van de oprichters van de Vereeniging Oost en West, die vanaf 1903 de winkel Boeatan in Den Haag exploiteerde. Ze was bovendien medeoprichter en bestuurslid van de Vereeniging voor Verbetering van Vrouwenkleeding en bestuurslid van de Nederlandschen Vrouwenbond ter Internationale Ontwapening.
Na 1900 ging De Nerée tot Babberich borduren. In 1902 won ze de tweede prijs voor een tafelkleed op een tentoonstelling van de Haagsche Vereeniging voor Kunstvrienden Endymion. In 1904 nam ze met eigen ontwerpen en een ontwerp van haar zoon Carel deel aan de Tentoonstelling van Kunstnaaldwerk in het Haarlems Museum van Kunstnijverheid. Een van haar getoonde ontwerpen werd opgenomen in het boek Moderne Kunstnädelarbeiten dat naar aanleiding van de tentoonstelling verscheen. In 1915 exposeerde ze schilderijen en tekeningen met Louise Jama-van Raders en Willemien Testas bij Kunstzaal Pictura in Den Haag en Kunstzaal de Vries in Arnhem. Ze sloot zich aan bij de V.A.N.K. en De Onafhankelijken, waarmee ze in 1916 en 1917 schilderwerk en naaldkunst exposeerde. Eind jaren 20 maakte ze nog impressionistisch naaldschilderwerk, geborduurde landschappen in stiksteek. Naar aanleiding van een tentoonstelling in kunstzaal d'Audretsch (1928) schreef de Nieuwe Rotterdamsche Courant: "wel staat vast, dat wij hier geen alledaagsche landschapjes te zien krijgen, op aardige wijze geborduurd met een van het diviseeren afgekeken manier. Het zijn volkomen kunstwerken, waar het technische ten slotte secundair is ten opzichte van de innerlijke kern. (...) geheel met haar gemoedsleven verweven en daarin opgerezen herinneringsbeelden."
Constance de Nerée tot Babberich-van Houten overleed op 72-jarige leeftijd, in Huize Maris Stella in Scheveningen. Ze werd bijgezet in het graf van haar schoonmoeder Von Weiler op het kerkhof in Zevenaar. In 2005 toonde het TextielMuseum in Tilburg werk van haar, Ragnhild d'Ailly, Bertha Bake, Agathe Wegerif en Christine van Zeegen in de tentoonstelling Textielkunstenaressen : art nouveau art deco 1900-1930.

## Galerij

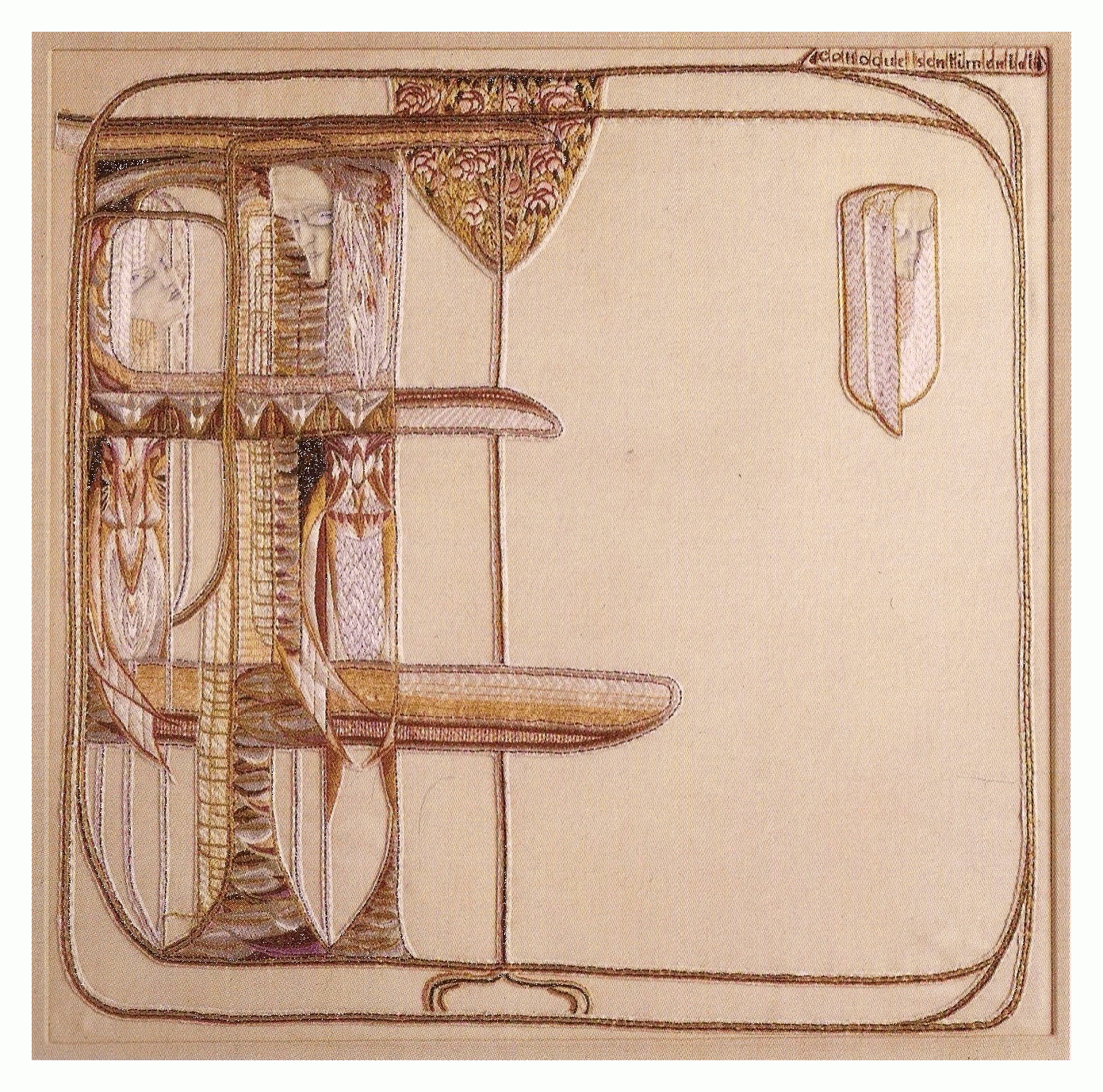
Colloque Sentimental (1903), ontworpen door Carel en uitgevoerd door Constance, Coll. Meentwijck
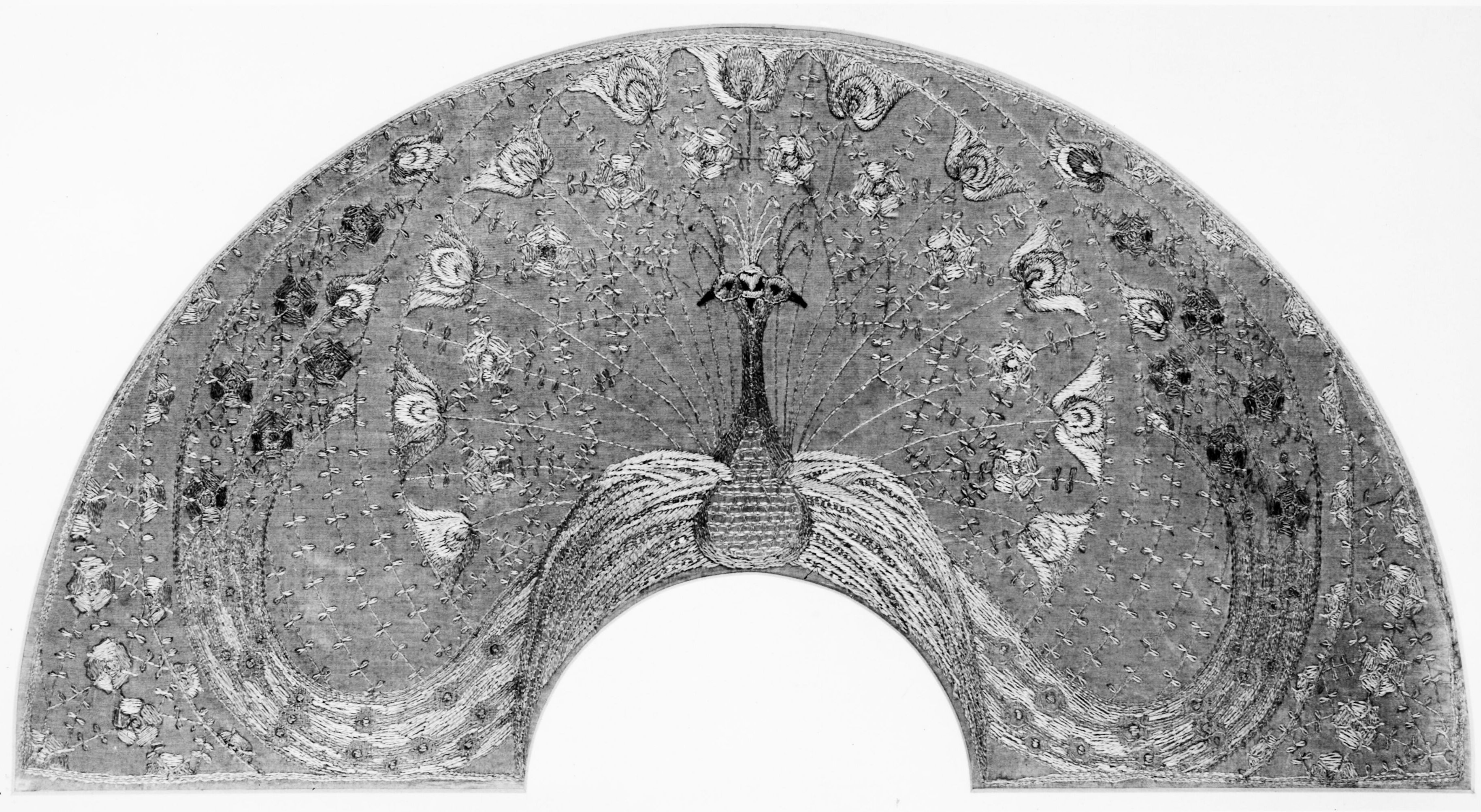
Geborduurde pauwenwaaier, Stedelijk Museum Amsterdam